# Proxima – Die Astronautin
Proxima – Die Astronautin (Originaltitel Proxima) ist ein Filmdrama von Alice Winocour. In den Hauptrollen sind Eva Green und Lars Eidinger zu sehen. Der Film feierte im September 2019 im Rahmen des Toronto International Film Festivals seine Premiere und kam am 24. Juni 2021 in die deutschen Kinos.

## Handlung
Im Mittelpunkt der Geschichte steht die Französin Sarah Loreau, die vor dem Start einer einjährigen Mission zur ISS mit ihren Teamkollegen Mike und Anton ein hartes Training absolvieren und sich von ihren Verwandten verabschieden muss. Die sieben Jahre alte Tochter Stella bleibt während dieser Zeit bei ihrem Vater Thomas, von dem Sarah getrennt lebt. Der Abschied fällt ihr sehr schwer. Das letzte Wiedersehen vor dem Beginn der Quarantäne scheitert, weil Thomas und Stella ihr Flugzeug verpassen. Deshalb kann Sarah mit ihrer Tochter nur noch durch eine Glasscheibe sprechen. Da sie aber versprochen hatte, ihrer Tochter das Raumschiff zu zeigen, kommt sie in der letzten Nacht vor dem Abflug noch einmal heimlich ins Hotel und fährt mit ihrer Tochter im Taxi zur Startrampe. Der Film endet mit dem erfolgreichen Start des dreiköpfigen Teams in den Weltraum.

## Produktion

### Filmstab, Besetzung und Synchronisation

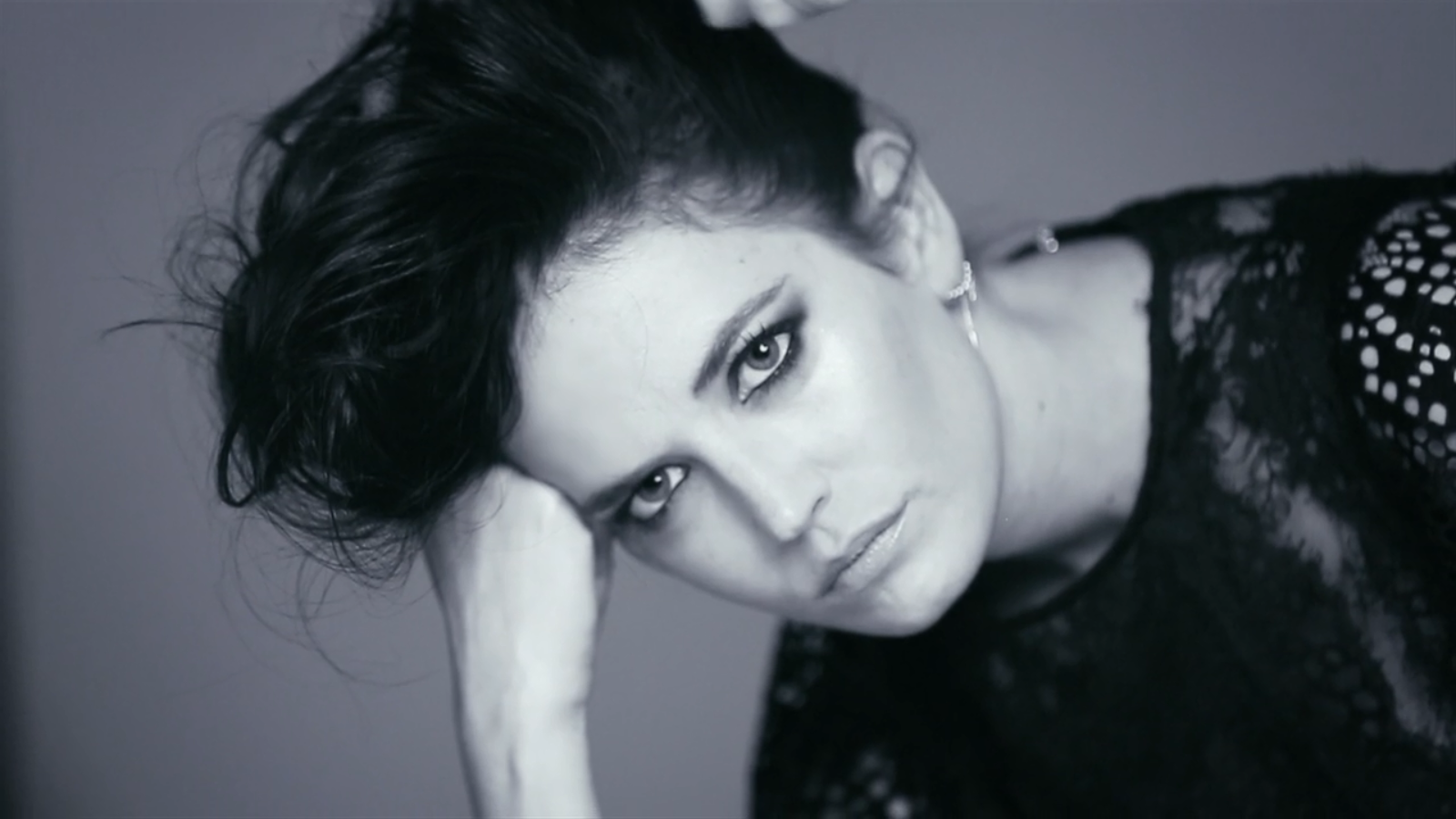
Eva Green spielt Sarah Loreau, die sich auf eine einjährige Mission auf der ISS vorbereitet

Regie führte die Französin Alice Winocour, die auch das Drehbuch schrieb. Es handelt sich bei Proxima nach Augustine und Der Bodyguard – Sein letzter Auftrag um ihren dritten Spielfilm als Regisseurin.
Eva Green spielt in der Titelrolle Sarah Loreau, die sich auf eine Mission auf der ISS vorbereitet. Lars Eidinger spielt ihren Ehemann Thomas Akerman und Zélie Boulant ihre Tochter Stella. Matt Dillon ist in der Rolle von Sarahs Missionskollegen Mike Shannon zu sehen.
Die deutsche Synchronisation entstand nach einem Dialogbuch von Victoria Sturm und der Dialogregie von Charles Rettinghaus im Auftrag der Think Global Media GmbH in Berlin.

### Filmförderung und Dreharbeiten
Von der Film- und Medienstiftung NRW erhielt Proxima eine Produktionsförderung in Höhe von 180.000 Euro, 400.000 Euro von der Région Île-de-France und eine weitere Förderung vom Centre national de la cinématographie.
Die Dreharbeiten wurden am 15. Februar 2018 begonnen und nach 45 Drehtagen am 30. April 2018 beendet. Man drehte in Frankreich, in Baikonur in Kasachstan, im russischen Sternenstädtchen Swjosdny Gorodok und im Europäischen Astronautenzentrum in Köln. In Vorbereitung auf ihre Rolle soll Green unter anderem ein Training mit dem Raumfahrer Thomas Pesquet unternommen haben, der von November 2016 bis Juni 2017 für sechs Monate an Bord der Internationalen Raumstation ISS im All war. Als Kameramann fungierte Georges Lechaptois.

### Filmmusik und Veröffentlichung
Die Filmmusik komponierte der im März 2023 verstorbene Japaner Ryūichi Sakamoto. Der Soundtrack, der insgesamt 15 Musikstücke umfasst, wurde am 22. November 2019 von Milan Records als Download veröffentlicht.
Der Film wurde ab 7. September 2019 im Rahmen des Toronto International Film Festivals gezeigt und im gleichen Monat beim Festival Internacional de Cine de San Sebastián vorgestellt. Im Januar 2020 erfolgte eine Vorstellung beim Palm Springs International Film Festival. Da der Film bereits für die 55. Ausgabe des Filmfestivals Karlovy Vary ausgewählt worden war, dieses jedoch wegen der COVID-19-Pandemie abgesagt wurde, erfolgten Anfang Juli 2020 im Rahmen der Initiative „KVIFF at Your Cinema“ Vorstellungen, wo er als einer von insgesamt 16 Filmen neun Tage lang in verschiedenen Kinos in Tschechien gezeigt wurde. Im September 2020 wurde er beim International Film Festival Piešťany gezeigt. Anfang Oktober 2020 wurde er beim Film Festival Cologne vorgestellt. Ein Kinostart in Deutschland war zunächst am 29. April 2021 vorgesehen. Aufgrund der Corona-Pandemie wurde der Termin jedoch auf den 24. Juni 2021 verschoben. Im November 2022 wurde der Film beim Internationalen Filmfestival Mannheim-Heidelberg gezeigt.

## Rezeption

### Kritiken
Der Film konnte bislang 86 Prozent aller Kritiker bei Rotten Tomatoes überzeugen, wobei er durchschnittlich 7,1 von 10 möglichen Punkten erreichte, und erhielt auf Metacritic einen Metascore von 71 von 100 möglichen Punkten.
In Stern Online heißt es, Proxima stelle auf denkbar extreme Weise die oft diskutierte Frage, bis zu welchem Grad sich Karriere und Familie miteinander vereinbaren lassen und mache diese, wie in unserer Gesellschaft noch immer üblich, zu einem Konflikt, dem sich vornehmlich die weibliche Protagonistin gegenübersieht: „Keinem von Sarahs männlichen Astronauten-Kollegen bereitet der Gedanke jedenfalls allzu schlaflose Nächte, dass sich ihre Frau allein um die Kids kümmern muss, während sie das Weltall bereisen.“ Das mache aus Lars Eidingers Figur zwangsläufig eine eher undankbare Rolle, da er zwar den Vater einfühlsam, liebenswert und fürsorglich darstellen darf, man ihm jedoch nicht zutraut, für ein Jahr allein auf seine Tochter aufpassen zu können. Während sich bei Aufbruch zum Mond von Damien Chazelle weltliches Drama und Weltraum-Erkundung noch ungefähr die Waage hielten, schlage das Pendel bei Proxima noch einmal deutlich in Richtung Familiendrama aus. Auch wenn Sarah theoretisch für ein Jahr auch einen Job am anderen Ende der Welt hätte annehmen können, wobei ihr innerer Konflikt wohl derselbe gewesen wäre, werde die Endgültigkeit, mit der sich Mutter und Tochter für ein Jahr lang nicht von Angesicht zu Angesicht sehen können, durch das Setting noch klarer abgesteckt.
Proxima gelangte 2019 gemeinsam mit Die Wütenden – Les Misérables und Porträt einer jungen Frau in Flammen in die Vorauswahl als offizieller französischer Beitrag auf eine Oscar-Nominierung in der Kategorie Bester internationaler Film.

### Auszeichnungen
César 2020
- Nominierung als Beste Schauspielerin (Eva Green)

Festival Internacional de Cine de San Sebastián 2019
- Nominierung für die Goldene Muschel (Alice Winocour)
- Auszeichnung mit dem Special Jury Prize (Alice Winocour)[18][19]

Film Festival Cologne 2020
- Nominierung für den Filmpreis NRW
- Auszeichnung mit dem Schauspielpreis (Sandra Hüller)[20]

Miami Film Festival 2020
- Nominierung für den Knight Marimbas Award (Alice Winocour)[21]

Prix Lumières 2020
- Nominierung als Beste Darstellerin (Eva Green)[22]

Toronto International Film Festival 2019
- Nominierung für den Platform Prize (Alice Winocour)
- Honorable Mention der Platform Jury (Alice Winocour)